# 刘文祎
刘文祎（604年—689年2月5日），河间郡鄚县（今河北省任丘市）人 ，唐朝官员。

## 生平
贞观十二年（638年），刘文祎以左卫府长上校尉为起家官。贞观十八年（644年），唐太宗出兵进攻高句丽，刘文祎有军功，唐太宗称赞刘文祎的功绩，屡次给与优厚赏赐。贞观二十二年（646年），唐朝又征讨龟兹，刘文祎跟随作战有军功。永徽元年（650年），刘文祎为父亲守丧而离职。显庆四年（659年），刘文祎出任游击将军、同州临高府左果毅都尉，仍为长上校尉。咸亨元年（670年），吐蕃入侵唐朝边境，唐高宗命令刘文祎前往招抚，刘文祎因功出任宁远将军、右卫勋二府郎将，不久加定远将军、左卫勋二府中郎将。上元元年（674年），刘文祎出任明威将军、守左领军卫将军、上轻车都尉，不久加壮武将军、守左威卫将军，封河间县开国男，食邑三百户。光宅元年（684年），刘文祎出任左豹韬卫将军，加上护军。永昌元年正月十日（689年2月5日），刘文祎在献陵公馆中因病去世，虚岁八十六，同年十月廿三日（689年12月10日），刘文祎与夫人申氏合葬于雍州乾封县高阳原。

## 家庭

### 曾祖
- 刘乔，北齐中书舍人、散骑侍郎、右光禄大夫、高邑县开国公，食邑五百户，赠骠骑大将军、仪同三司、蔚州诸军事、蔚州刺史、谥简公[1]

### 祖父
- 刘清，北齐太子斋帅、中书舍人、司武右旅大夫、射声校尉、侍中、祠部尚书、广陵郡王，食邑一千户，北周左卫大将军，隋朝开府左卫大将军、平恩郡开国公，食邑三百户，谥恭公[1]

### 父亲
- 刘善会，隋朝汉王库真、骠骑[1]

### 夫人
- 魏国申氏，封寿光县君，与刘文祎合葬于雍州乾封县高阳原[1]

### 子女
- 刘瑾[1]